# 埃德加 (內布拉斯加州)
埃德加（英語：Edgar）是位於美國內布拉斯加州克萊縣的城市。

## 人口
根據2020年美國人口普查的數據，埃德加的面積為2.05平方千米，皆為陸地。當地共有人口428人，而人口密度為每平方千米209人。